# Götlunda församling, Skara stift
Götlunda församling är en församling i Billings kontrakt i Skara stift. Församlingen ligger i Skövde kommun i Västra Götalands län och ingår i Norra Billings pastorat.

## Administrativ historik
Församlingen har medeltida ursprung. 
Församlingen var till 1 maj 1917 annexförsamling i pastoratet Flistad och Götlunda. Från 1 maj 1917 till 2002 var den moderförsamling i pastoratet Götlunda och Flistad som från 1962 även omfattade Vads församling. Församlingen införlivade 2002 församlingarna Flistad och Vad och utgjorde därefter till 2006 ett eget pastorat. Den ingår sedan 2006 i Norra Billings pastorat.

## Kyrkor
- Brännemo kyrka
- Flistads kyrka
- Götlunda kyrka
- Vads kyrka